# Сё (река)
Сё или Сёкава (яп. 庄川 сё:гава) — река в Японии на острове Хонсю. Протекает по территории префектур Тояма и Гифу.
Исток реки находится в нагорье Хида, около перевала Накаяма-тоге. В верховьях река течёт через лиственные леса. На равнине Сё образует конус выноса и впадает в бухту Тояма Японского моря. Крупные притоки отсутствуют.
Длина реки составляет 115 км, на территории её бассейна (1189 км²) проживает около 28000 человек. Согласно японской классификации, Сё является рекой первого класса. Расход воды составляет 36,5 м³/с.
В районе конуса выноса река протекает через крупнозернистую андезитовую брекчию, покрытую несколькими слоями грубых и глинистых отложений. Эти условия образуют важный водоносный слой — ежегодно по нему протекает более миллиона тонн грунтовых вод, а вместе с водоносным слоем соседней реки Оябе они содержат 70 % подземных вод префектуры.
Около 93 % бассейна реки занимают горы (природная растительность), около 6 % — сельскохозяйственные земли, около 1 % застроено. Уклон реки в верховьях и среднем течении составляет около 1/30～1/18, а в низовьях — около 1/200. Осадки в гористой части бассейна составляют около 3200 мм в год, а в равнинной около 2300 мм в год. 
Температура воздуха в низовьях реки колеблется от 0°С зимой до 35°С летом. Зимой в этом регионе бывают обильные снегопады — около 3.200 мм/год в районе истока реки. Летом осадков меньше, но ежедневная норма может доходить до 80 мм. Температура речной воды зимой достигает 5°С.
Наряду с рекой Дзиндзу, является основным местом ловли аю и симы в северной Японии. Также в реке ловят угря, гольца, краснопёрку и карпа.
В долине реки Сё расположены деревни Сиракава-го и Гокаяма, признанные объектом всемирного наследия Юнеско.